# Brigitte Bourguignon
Brigitte Bourguignon (Boulogne-sur-Mer, 21 de març de 1959) és una política francesa que ocupa el ministeri delegat per l'Autonomia en el govern del Primer ministre Jean Castex des de juliol de 2020. Membre del Partit Socialista (PS) abans d'incorporar-se a La República En Marxa! (REM) el 2017, és membre de l'Assemblea Nacional pel Pas de Calais des de 2012 fins a el seu nomenament com a ministra delegada al Ministeri de Solidaritat i Salut.
A les Eleccions legislatives franceses de 2017, Bourguignon es va presentar com a candidata per la presidència de l'Assemblea Nacional; en un vot intern dins grup parlamentari del LREM, va perdre davant de François de Rugy.
En el parlament, Bourguignon va presidir el Comitè d'Afers Socials de 2017 fins al 2020. El setembre de 2018, amb l'elecció de Richard Ferrand com a President de l'Assemblea Nacional, va presentar-se com a candidata per succeir-lo com a president del grup parlamentari del LREM. Va ser eliminada en la primera ronda, entrant en 5a posició entre 7 candidats, amb 19 vots.
Al final de 2017, aproximadament trenta membres de LREM van formar al voltant de Bourguignon un grup que volia ser la fibra social del grup parlamentari i va ser vist com la seva ala esquerra; a finals de 2018, Sonia Krimi va agafar el lideratge del grup de Bourguignon.

## Posicions polítiques
El maig de 2018, Bourguignon va patrocinar una iniciativa a favor d'una llei de bioètica que estengui a homosexuals i dones soles l'accés lliure a la reproducció artificial com la fecundació in vitro (IVF) sota la seguretat social de França; va ser una de les promeses de campanya del President Emmanuel Macron i marca la primera reforma social important del seu mandat de cinc anys.
El juliol de 2019, Bourguignon va votar a favor de la ratificació francesa de la Unió Europea Acord Integral d'Economia i Comerç (CETA) amb el Canadà.